# Mendota Heights
Mendota Heights – miasto w Stanach Zjednoczonych, w stanie Minnesota, w hrabstwie Dakota.